# Der Boss kennt auch den Staatsanwalt
Der Boss kennt auch den Staatsanwalt ist eine tschechoslowakische Krimikomödie aus dem Jahr 1987. Regie führte Vít Olmer.
Der Film wurde in Deutschland am 16. Mai 1989 im ZDF erstausgestrahlt und ab dem 10. August 1990 unter dem Titel Das große Geld in den Kinos der DDR gezeigt.

## Inhalt
Ein tschechischer Automechaniker möchte sich in Prag gegen Westwährung einen Videorecorder kaufen. Von einem Betrüger erhält er gefälschte Dollarbanknoten. Er verfolgt den Betrüger, bekommt sein Geld jedoch nicht wieder, sondern steigt in Geldwechselgeschäft mit Westbesuchern, die in Bussen anreisen, ein. Als der Chef der Geldwechslerbande sich im Schwarzmarkt für Hifitechnik engagiert, kommt es zu Problemen.

## Kritik
„Sozialkritischer, spannender Film, der gängige Praktiken und Mißstände im sozialistischen Alltag anprangert und die materielle Verführbarkeit der Menschen anspricht. Ein düster-deprimierender Blick auf kapitalistische Praktiken und die Korruption im sozialistischen Staat.“

## Titel
Der Originaltitel des Films lautet Bony a Klid und ist von der Namensgebung her eine Anlehnung an Bonnie and Clyde, bedeutet allerdings in tschechischer Sprache so viel wie „Bons und Ruhe“, da der Film großteils von den Wechslern (Veksláci) vor den tschechischen Tuzex-Läden erzählt, die auf der Straße die Einkaufsgutscheine (in Tschechisch „Bony“ für „Bons“) verkauften, mit denen man in den Tuzex-Shops privilegierte und begehrte Westwaren einkaufen konnte. Der Film lief in der DDR auch unter dem Titel „Das große Geld“.